# Antenna a spirale

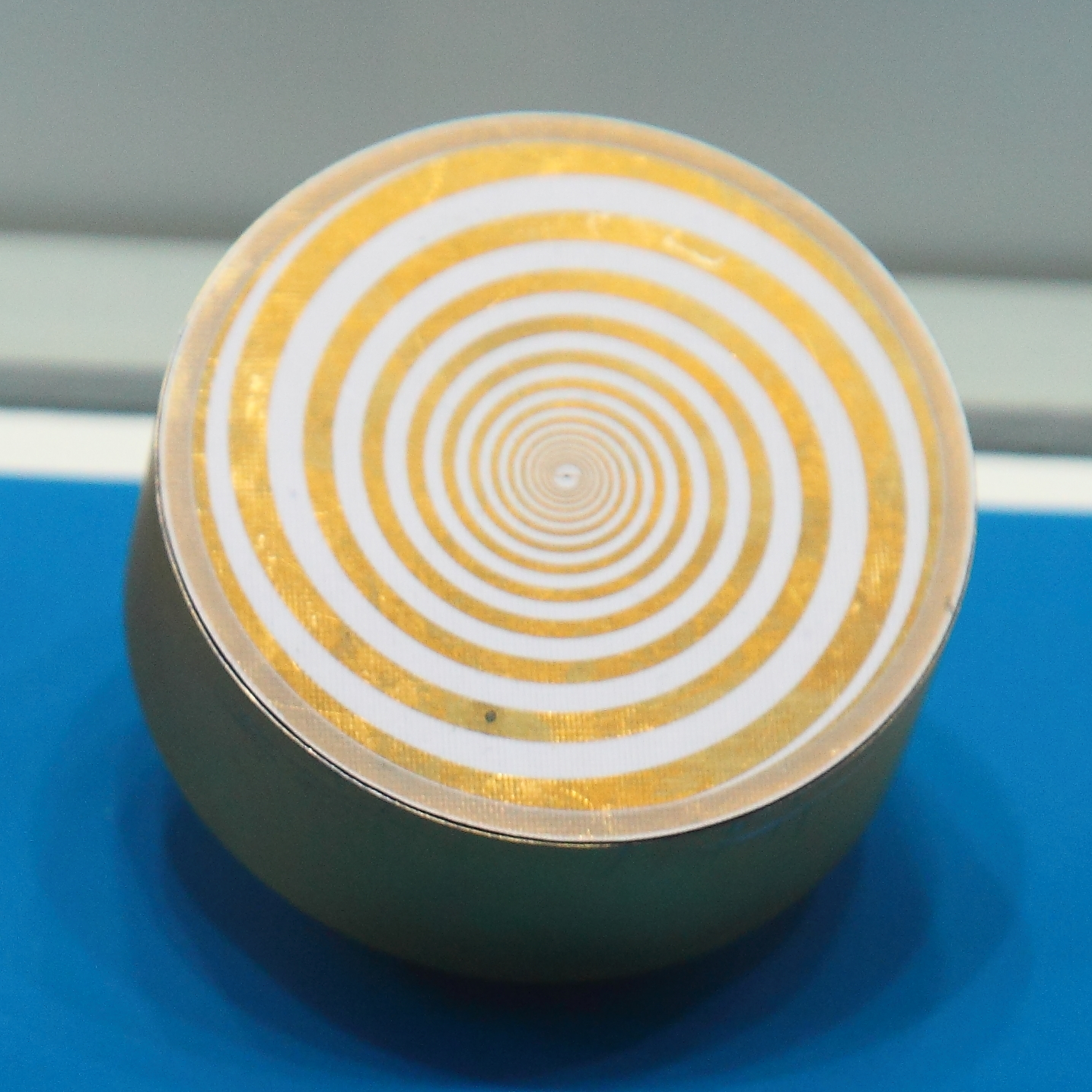
Antenna a spirale logaritmica, a due bracci avvolti in modo stretto

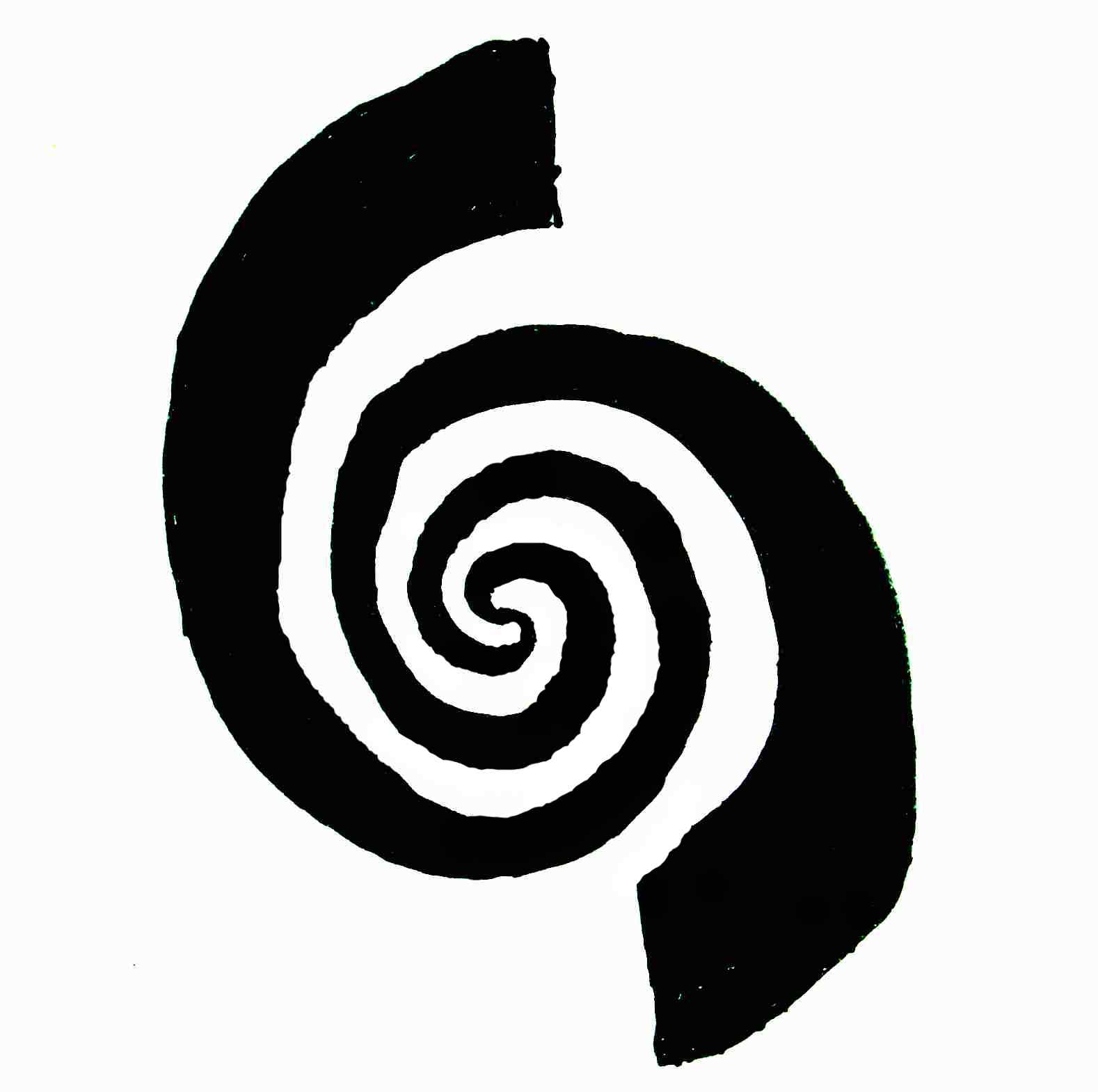
Antenna a spirale logaritmica, a due bracci avvolti in modo largo

Nei sistemi a microonde, una antenna a spirale è un tipo di antenna RF. Ha la forma di una spirale a due bracci, oppure si possono utilizzare più bracci. Le antenne a spirale furono inventate per la prima volta nel 1956. Le antenne a spirale logaritmiche appartengono alla classe delle antenne indipendenti dalla frequenza; l'impedenza nel punto di alimentazione, il diagramma di radiazione e la polarizzazione di tali antenne rimangono invariati su un ampio intervallo di frequenze, corrispondente a una grande larghezza di banda. Le antenne a spirale sono intrinsecamente polarizzate circolarmente con basso guadagno. Per incrementare il guadagno si possono usare antenne a schiera. Le antenne a spirale sono antenne di dimensioni ridotte con i loro avvolgimenti che ne fanno una struttura estremamente piccola. Solitamente, vengono posizionate delle cavità con perdite nella parte posteriore allo scopo di eliminare i lobi di radiazione posteriori perché con tali antenne è solitamente preferito un diagramma di radiazione unidirezionale. Le antenne a spirale sono classificate in diversi tipi; spirali archimedee, spirali logaritmiche, spirali quadrate, spirali a stella, ecc. La spirale archimedea è la configurazione più popolare.

## Principio
In generale, le antenne possono operare in tre differenti modi: traveling wave (letteralmente "onda progressiva"), fast wave (letteralmente "onda rapida") e leaky wave (letteralmente "onda dissipativa"). Con le antenne a spirale si usano tutti.
La traveling wave, che si forma con i bracci a spirale, consente prestazioni a banda larga. La fast wave è dovuta al fenomeno del mutuo accoppiamento che si verifica tra i bracci della spirale. La leaky wave “dissipa” l'energia durante la propagazione attraverso i bracci a spirale per produrre radiazione.
La teoria del modello ad anello spiega il principio di funzionamento dell'antenna a spirale. La teoria afferma che l'antenna a spirale irradia da una regione attiva in cui la circonferenza della spirale è uguale alla lunghezza d'onda.

## Progettazione
Durante la progettazione di un'antenna a spirale quadrata, devono essere considerati diversi parametri. Questi includono la spaziatura tra gli avvolgimenti {\displaystyle s}, la larghezza del braccio {\displaystyle w}, il raggio interno {\displaystyle r_{1}} e il raggio esterno {\displaystyle r_{2}}. Il raggio interno viene misurato dal centro della spirale al centro del primo avvolgimento, mentre il raggio esterno viene misurato dal centro della spirale al centro dell'avvolgimento più esterno. Oltre a questi parametri di progettazione, le antenne a spirale hanno una frequenza operativa minima ({\displaystyle f_{\text{low}}=c/2\pi r_{2})} e una frequenza operativa massima {\displaystyle (f_{\text{high}}=c/2\pi r_{1})}. In queste espressioni, {\displaystyle c\leq 299,79{\text{ Mm/s}}=c_{0}} e corrisponde alla velocità delle onde elettromagnetiche nel metallo dell'antenna, determinata principalmente dalla permittività elettrica del supporto su cui giace la spirale e del suo rivestimento (se presente).
In un sistema di coordinate polari {\displaystyle (r,\theta )}, la spirale è una curva ottenuta al crescere delle coordinate {\displaystyle r} e {\displaystyle \theta } simultaneamente. Le spirali archimedee, che vengono spesso utilizzate, soddisfano un'equazione particolarmente semplice: {\displaystyle r=a+b\,\theta } dove {\displaystyle a} corrisponde al fattore di crescita e {\displaystyle b} corrisponde al fattore di moltiplicazione. La conseguenza è l'uguale spaziatura tra avvolgimenti successivi, che limita la larghezza dei bracci a spirale, che di solito viene mantenuto costante. Si possono utilizzare anche altre scelte per la forma della spirale, come le spirali logaritmiche che soddisfano l'equazione {\displaystyle r=a+b\,e^{m\theta }}; i bracci a spirale risultanti sono più distanziati in corrispondenza degli avvolgimenti esterni, i quali possono ospitare meglio i bracci che si allargano notevolmente.
Si possono ottenere progettazioni diverse di antenna a spirale variando il numero di avvolgimenti per ogni braccio, il numero di bracci, il tipo di spirale, la spaziatura tra i suoi avvolgimenti, il modo in cui cambia la larghezza del suo braccio o dei suoi bracci e il materiale o i materiali che la circondano, come il supporto su cui giace.

## Elementi
L'antenna di solito ha due bracci a spirale conduttivi, che si estendono dal centro verso l'esterno. Il senso di rotazione della spirale definisce il senso di polarizzazione dell'antenna. Si possono, inoltre, includere spirali aggiuntive per formare una struttura a spirali multiple. L'antenna può essere un disco piatto, con conduttori che ricordano una coppia di molle di orologio intrecciate in modo lasco, oppure le spirali possono estendersi in una forma tridimensionale in modo simile a una filettatura.
L'uscita di un'antenna a spirale a due o quattro bracci è una linea bilanciata. Se si desidera una singola linea di ingresso o di uscita – per esempio una linea coassiale a massa – allora viene aggiunto un balun o un altro trasformatore per modificare la configurazione elettrica del segnale.
Di solito la spirale è a cavità posteriore – cioè, c'è un cavità con aria o un materiale non conduttivo o il vuoto, circondata da pareti conduttive dietro la spirale. Una cavità con forma e dimensioni appropriate modifica il diagramma di radiazione dell'antenna in modo da ricevere e trasmettere in una singola direzione, a distanza dalla cavità.
La spirale può essere stampata o incisa su un supporto dielettrico appositamente scelto, la cui permittività può essere utilizzata per modificare la frequenza per una data dimensione. I supporti dielettrici come il Rogers RT Duroid aiutano a ridurre le dimensioni fisiche dell'antenna. Substrati sottili con permittività più elevata possono ottenere lo stesso risultato di substrati spessi con permittività inferiore. L'unico problema con tali materiali è la loro minore disponibilità e costi elevati.

## Applicazioni
Le antenne a spirale trasmettono onde radio polarizzate circolarmente e ricevono onde polarizzate linearmente in qualunque orientazione, ma attenua drasticamente i segnali polarizzati circolarmente ricevuti con la rotazione opposta. Un'antenna a spirale non riceve le onde polarizzate circolarmente di un tipo, mentre riceve perfettamente le onde aventi l'altra polarizzazione.
Un'applicazione delle antenne a spirale sono le comunicazioni a banda larga. Un'altra applicazione delle antenne a spirale è il monitoraggio di uno spettro di frequenze. Un'antenna può ricevere su un'ampia banda con grande larghezza, per esempio con un rapporto 5:1 tra la massima e la minima frequenza. Di solito, in quest'applicazione, viene usata una coppia di antenne a spirale, aventi parametri identici esclusa la polarizzazione, che per ciascuna antenna è opposta rispetto all'altra (una è destrorsa, l'altra sinistrorsa). Le antenne a spirale sono utili per il rilevamento della direzione a microonde.